# Convocazioni per la Copa América Centenario
Elenco dei giocatori convocati da ciascuna nazionale partecipante alla Copa América Centenario.
Il simbolo  indica il capitano della squadra.

## Gruppo A

### Colombia
Lista dei convocati resa nota il 20 maggio 2016. Il 29 maggio l'infortunato Oscar Murillo è stato sostituito da Yerry Mina.
Commissario tecnico:  José Pekerman
| N. | Pos. | Giocatore          | Data nascita (età)          | Pres. | Reti | Squadra                |
| -- | ---- | ------------------ | --------------------------- | ----- | ---- | ---------------------- |
| 1  | P    | David Ospina       | 31 agosto 1988 (27 anni)    | 64    | 0    | Arsenal                |
| 2  | D    | Cristián Zapata    | 30 settembre 1986 (29 anni) | 40    | 0    | Milan                  |
| 3  | D    | Yerry Mina         | 23 settembre 1994 (21 anni) | 0     | 0    | Palmeiras              |
| 4  | D    | Santiago Arias     | 13 gennaio 1992 (24 anni)   | 21    | 0    | PSV                    |
| 5  | C    | Guillermo Celis    | 8 maggio 1993 (23 anni)     | 1     | 0    | Atlético Junior        |
| 6  | C    | Carlos Sánchez     | 6 febbraio 1986 (30 anni)   | 62    | 0    | Aston Villa            |
| 7  | A    | Carlos Bacca       | 8 settembre 1986 (29 anni)  | 27    | 11   | Milan                  |
| 8  | C    | Edwin Cardona      | 8 dicembre 992 (1023 anni)  | 14    | 3    | Monterrey              |
| 9  | A    | Roger Martínez     | 23 giugno 1994 (21 anni)    | 0     | 0    | Racing Club            |
| 10 | C    | James Rodríguez    | 12 luglio 1991 (24 anni)    | 42    | 14   | Real Madrid            |
| 11 | C    | Juan Cuadrado      | 26 maggio 1988 (28 anni)    | 49    | 5    | Juventus               |
| 12 | P    | Róbinson Zapata    | 30 settembre 1978 (37 anni) | 3     | 0    | Santa Fe               |
| 13 | C    | Sebastián Pérez    | 29 marzo 1993 (23 anni)     | 2     | 1    | Atlético Nacional      |
| 14 | D    | Felipe Aguilar     | 20 gennaio 1993 (23 anni)   | 0     | 0    | Atlético Nacional      |
| 15 | D    | John Stefan Medina | 14 giugno 1992 (23 anni)    | 4     | 0    | Pachuca                |
| 16 | C    | Daniel Torres      | 15 novembre 1989 (26 anni)  | 4     | 0    | Independiente Medellín |
| 17 | A    | Dayro Moreno       | 16 settembre 1985 (30 anni) | 27    | 2    | Club Tijuana           |
| 18 | D    | Frank Fabra        | 22 febbraio 1991 (25 anni)  | 5     | 0    | Boca Juniors           |
| 19 | D    | Farid Díaz         | 20 luglio 1983 (32 anni)    | 2     | 0    | Atlético Nacional      |
| 20 | C    | Andrés Roa         | 25 maggio 1993 (23 anni)    | 1     | 0    | Deportivo Cali         |
| 21 | A    | Marlos Moreno      | 20 settembre 1996 (19 anni) | 2     | 0    | Atlético Nacional      |
| 22 | D    | Jeison Murillo     | 27 maggio 1992 (24 anni)    | 16    | 1    | Inter                  |
| 23 | P    | Cristian Bonilla   | 2 giugno 1993 (23 anni)     | 0     | 0    | Atlético Nacional      |

### Costa Rica
Lista dei convocati resa nota il 16 maggio 2016. Il 20 maggio il portiere Esteban Alvarado infortunato è stato sostituito da Leonel Moreira. Il 31 maggio Keylor Navas per una tendinite è stato sostituito da Danny Carvajal, e Ariel Rodríguez infortunatosi è stato sostituito da Johnny Woodly.
Commissario tecnico:  Oscar Ramírez
| N. | Pos. | Giocatore         | Data nascita (età)         | Pres. | Reti | Squadra             |
| -- | ---- | ----------------- | -------------------------- | ----- | ---- | ------------------- |
| 1  | P    | Danny Carvajal    | 8 gennaio 1989 (27 anni)   | 0     | 0    | Saprissa            |
| 2  | D    | Johnny Acosta     | 21 luglio 1983 (32 anni)   | 41    | 2    | Alajuelense         |
| 3  | D    | Francisco Calvo   | 8 luglio 1992 (23 anni)    | 12    | 0    | Saprissa            |
| 4  | D    | Michael Umaña     | 16 luglio 1982 (33 anni)   | 92    | 1    | Persepolis          |
| 5  | C    | Celso Borges      | 27 maggio 1988 (28 anni)   | 89    | 20   | Deportivo La Coruña |
| 6  | D    | Óscar Duarte      | 3 giugno 1989 (27 anni)    | 29    | 2    | Espanyol            |
| 7  | C    | Christian Bolaños | 17 maggio 1984 (32 anni)   | 58    | 2    | Vancouver Whitecaps |
| 8  | D    | Bryan Oviedo      | 18 febbraio 1990 (26 anni) | 28    | 1    | Everton             |
| 9  | A    | Álvaro Saborío    | 25 marzo 1982 (34 anni)    | 108   | 35   | D.C. United         |
| 10 | A    | Bryan Ruiz        | 18 agosto 1985 (30 anni)   | 88    | 21   | Sporting Lisbona    |
| 11 | C    | Johan Venegas     | 27 novembre 1988 (27 anni) | 22    | 5    | Montréal Impact     |
| 12 | A    | Joel Campbell     | 26 giugno 1992 (23 anni)   | 59    | 11   | Arsenal             |
| 13 | C    | Esteban Granados  | 25 ottobre 1985 (30 anni)  | 14    | 0    | Herediano           |
| 14 | C    | Rándall Azofeifa  | 30 dicembre 1984 (31 anni) | 38    | 1    | Herediano           |
| 15 | D    | José Salvatierra  | 10 ottobre 1989 (26 anni)  | 26    | 0    | Alajuelense         |
| 16 | D    | Cristian Gamboa   | 24 ottobre 1989 (26 anni)  | 48    | 3    | West Bromwich       |
| 17 | C    | Yeltsin Tejeda    | 17 marzo 1992 (24 anni)    | 35    | 0    | Évian TG            |
| 18 | P    | Patrick Pemberton | 24 maggio 1982 (34 anni)   | 28    | 0    | Alajuelense         |
| 19 | D    | Kendall Waston    | 1º gennaio 1988 (28 anni)  | 8     | 1    | Vancouver Whitecaps |
| 20 | A    | Johnny Woodly     | 27 luglio 1980 (35 anni)   | 0     | 0    | Alajuelense         |
| 21 | A    | Marco Ureña       | 5 marzo 1990 (26 anni)     | 40    | 10   | Midtjylland         |
| 22 | D    | Rónald Matarrita  | 9 luglio 1994 (21 anni)    | 9     | 0    | New York City       |
| 23 | P    | Leonel Moreira    | 2 aprile 1990 (26 anni)    | 6     | 0    | Herediano           |

### Paraguay
Lista dei convocati resa nota il 9 maggio 2016. L'attaccante Roque Santa Cruz infortunatosi è stato sostituito da Antonio Sanabria. Pablo Aguilar e Néstor Ortigoza anch'essi infortunati, sono stati sostituiti rispettivamente da Víctor Ayala e Iván Piris.
Commissario tecnico:  Ramón Díaz
| N. | Pos. | Giocatore               | Data nascita (età)         | Pres. | Reti | Squadra          |
| -- | ---- | ----------------------- | -------------------------- | ----- | ---- | ---------------- |
| 1  | P    | Justo Villar            | 30 giugno 1977 (38 anni)   | 114   | 0    | Colo-Colo        |
| 2  | D    | Fabián Balbuena         | 23 agosto 1991 (24 anni)   | 3     | 0    | Corinthians      |
| 3  | D    | Gustavo Gómez           | 6 maggio 1993 (23 anni)    | 13    | 2    | Lanús            |
| 4  | D    | Iván Piris              | 10 marzo 1989 (27 anni)    | 23    | 0    | Udinese          |
| 5  | D    | Bruno Valdez            | 6 ottobre 1992 (23 anni)   | 10    | 0    | Cerro Porteño    |
| 6  | D    | Miguel Samudio          | 24 agosto 1986 (29 anni)   | 33    | 1    | América          |
| 7  | A    | Jorge Benítez           | 2 settembre 1992 (23 anni) | 6     | 1    | Cruz Azul        |
| 8  | C    | Rodrigo Rojas           | 9 aprile 1988 (28 anni)    | 6     | 0    | Cerro Porteño    |
| 9  | A    | Antonio Sanabria        | 4 marzo 1996 (20 anni)     | 5     | 0    | Sporting Gijón   |
| 10 | A    | Derlis González Galeano | 20 marzo 1994 (22 anni)    | 21    | 3    | Dinamo Kiev      |
| 11 | A    | Édgar Benítez           | 8 novembre 1987 (28 anni)  | 50    | 10   | Querétaro        |
| 12 | P    | Antony Silva            | 27 febbraio 1984 (32 anni) | 14    | 0    | Cerro Porteño    |
| 13 | C    | Blás Riveros            | 3 febbraio 1998 (18 anni)  | 1     | 0    | Olimpia          |
| 14 | D    | Paulo da Silva          | 1º febbraio 1980 (36 anni) | 133   | 2    | Toluca           |
| 15 | A    | Juan Iturbe             | 4 giugno 1993 (22 anni)    | 1     | 0    | Bournemouth      |
| 16 | C    | Celso Ortiz             | 26 gennaio 1989 (27 anni)  | 8     | 0    | AZ Alkmaar       |
| 17 | A    | Miguel Almirón          | 10 febbraio 1994 (22 anni) | 1     | 0    | Lanús            |
| 18 | A    | Nelson Haedo Valdez     | 28 novembre 1983 (32 anni) | 74    | 13   | Seattle Sounders |
| 19 | A    | Darío Lezcano           | 30 giugno 1990 (25 anni)   | 6     | 4    | Ingolstadt 04    |
| 20 | D    | Víctor Ayala            | 1º gennaio 1988 (28 anni)  | 17    | 0    | Lanús            |
| 21 | C    | Óscar David Romero      | 4 luglio 1992 (23 anni)    | 17    | 1    | Racing Club      |
| 22 | P    | Diego Barreto           | 16 luglio 1981 (34 anni)   | 20    | 0    | Olimpia          |
| 23 | C    | Robert Piris            | 26 luglio 1994 (21 anni)   | 0     | 0    | Olimpia          |

### Stati Uniti
Lista dei convocati resa nota il 21 maggio 2016. Il 27 maggio Timothy Chandler ha subito un infortunio muscolare ed è stato sostituito da Édgar Castillo.
Commissario tecnico:  Jürgen Klinsmann
| N. | Pos. | Giocatore         | Data nascita (età)          | Pres. | Reti | Squadra             |
| -- | ---- | ----------------- | --------------------------- | ----- | ---- | ------------------- |
| 1  | P    | Brad Guzan        | 9 settembre 1984 (31 anni)  | 42    | 0    | Aston Villa         |
| 2  | D    | DeAndre Yedlin    | 9 luglio 1993 (22 anni)     | 31    | 0    | Sunderland          |
| 3  | D    | Steve Birnbaum    | 23 gennaio 1991 (25 anni)   | 4     | 1    | D.C. United         |
| 4  | C    | Michael Bradley   | 31 luglio 1987 (28 anni)    | 113   | 15   | Toronto FC          |
| 5  | D    | Matt Besler       | 11 febbraio 1987 (29 anni)  | 31    | 0    | Sporting K.C.       |
| 6  | D    | John Brooks       | 28 gennaio 1993 (23 anni)   | 18    | 2    | Hertha Berlino      |
| 7  | A    | Bobby Wood        | 15 novembre 1992 (23 anni)  | 16    | 4    | Amburgo             |
| 8  | A    | Clint Dempsey     | 9 marzo 1983 (33 anni)      | 122   | 49   | Seattle Sounders    |
| 9  | A    | Gyasi Zardes      | 2 settembre 1991 (24 anni)  | 23    | 3    | LA Galaxy           |
| 10 | C    | Darlington Nagbe  | 19 luglio 1990 (25 anni)    | 7     | 1    | Portland Timbers    |
| 11 | C    | Alejandro Bedoya  | 29 aprile 1987 (29 anni)    | 45    | 2    | Nantes              |
| 12 | P    | Tim Howard        | 6 marzo 1979 (37 anni)      | 107   | 0    | Everton             |
| 13 | C    | Jermaine Jones    | 3 novembre 1981 (34 anni)   | 58    | 3    | Colorado Rapids     |
| 14 | D    | Michael Orozco    | 7 febbraio 1986 (30 anni)   | 22    | 4    | Club Tijuana        |
| 15 | C    | Kyle Beckerman    | 23 aprile 1982 (34 anni)    | 52    | 1    | Real Salt Lake      |
| 16 | C    | Perry Kitchen     | 29 febbraio 1992 (24 anni)  | 3     | 0    | Hearts              |
| 17 | C    | Christian Pulisic | 18 settembre 1998 (17 anni) | 1     | 0    | Borussia Dortmund   |
| 18 | A    | Chris Wondolowski | 28 gennaio 1983 (33 anni)   | 31    | 10   | S.J. Earthquakes    |
| 19 | C    | Graham Zusi       | 18 agosto 1986 (29 anni)    | 33    | 4    | Sporting K.C.       |
| 20 | D    | Geoff Cameron     | 11 luglio 1985 (30 anni)    | 39    | 4    | Stoke City          |
| 21 | D    | Édgar Castillo    | 8 ottobre 1986 (29 anni)    | 16    | 0    | Monterrey           |
| 22 | P    | Ethan Horvath     | 9 giugno 1995 (20 anni)     | 0     | 0    | Molde               |
| 23 | D    | Fabian Johnson    | 11 dicembre 1987 (28 anni)  | 42    | 2    | Borussia M'gladbach |

## Gruppo B

### Brasile
Lista dei convocati resa nota il 5 maggio 2016. Il 20 maggio Ricardo Oliveira viene sostituito da Jonas a causa di un infortunio al ginocchio. Il 27 maggio Douglas Costa viene sostituito da Kaká a causa di un infortunio alla coscia. Il 31 maggio Ederson e Rafinha vengono sostituiti da Marcelo Grohe e Lucas Moura a causa di un infortunio. Il 1º giugno Kaká viene sostituito da Ganso a causa di una lesione muscolare; il 2 giugno Luiz Gustavo viene sostituito da Walace per problemi personali.
Commissario tecnico:  Dunga
| N. | Pos. | Giocatore         | Data nascita (età)         | Pres. | Reti | Squadra               |
| -- | ---- | ----------------- | -------------------------- | ----- | ---- | --------------------- |
| 1  | P    | Alisson           | 2 ottobre 1992 (23 anni)   | 3     | -2   | Internacional         |
| 2  | D    | Dani Alves        | 6 maggio 1983 (33 anni)    | 89    | 7    | Barcellona            |
| 3  | D    | Miranda           | 7 settembre 1984 (31 anni) | 28    | 0    | Inter                 |
| 4  | D    | Gil               | 12 giugno 1987 (28 anni)   | 5     | 0    | Shandong Taishan      |
| 5  | C    | Casemiro          | 23 febbraio 1992 (24 anni) | 9     | 0    | Real Madrid           |
| 6  | D    | Filipe Luís       | 9 agosto 1985 (30 anni)    | 21    | 1    | Atlético Madrid       |
| 7  | C    | Ganso             | 12 ottobre 1989 (26 anni)  | 8     | 0    | San Paolo             |
| 8  | C    | Elias             | 16 maggio 1985 (31 anni)   | 31    | 0    | Corinthians           |
| 9  | A    | Jonas             | 1º aprile 1984 (32 anni)   | 9     | 2    | Benfica               |
| 10 | C    | Lucas Lima        | 9 luglio 1990 (25 anni)    | 7     | 1    | Santos                |
| 11 | A    | Gabriel Barbosa   | 30 agosto 1996 (19 anni)   | 0     | 0    | Santos                |
| 12 | P    | Diego Alves       | 24 giugno 1985 (30 anni)   | 9     | -2   | Valencia              |
| 13 | D    | Marquinhos        | 14 maggio 1994 (22 anni)   | 9     | 0    | Paris Saint-Germain   |
| 14 | C    | Rodrigo Caio      | 17 agosto 1993 (22 anni)   | 0     | 0    | San Paolo             |
| 15 | D    | Fabinho           | 23 ottobre 1993 (22 anni)  | 3     | 0    | Monaco                |
| 16 | D    | Douglas Santos    | 22 marzo 1994 (22 anni)    | 0     | 0    | Atlético Mineiro      |
| 17 | C    | Walace            | 4 aprile 1995 (21 anni)    | 0     | 0    | Grêmio                |
| 18 | C    | Renato Augusto    | 8 febbraio 1988 (28 anni)  | 6     | 2    | Beijing Guoan         |
| 19 | C    | Willian           | 9 agosto 1988 (27 anni)    | 34    | 6    | Chelsea               |
| 20 | C    | Lucas Moura       | 13 agosto 1992 (23 anni)   | 30    | 4    | Paris Saint-Germain   |
| 21 | A    | Hulk              | 25 luglio 1986 (29 anni)   | 45    | 11   | Zenit San Pietroburgo |
| 22 | C    | Philippe Coutinho | 12 giugno 1992 (23 anni)   | 13    | 1    | Liverpool             |
| 23 | P    | Marcelo Grohe     | 13 gennaio 1987 (29 anni)  | 0     | 0    | Grêmio                |

### Haiti
Lista dei convocati resa nota il 20 maggio 2016.
Commissario tecnico:  Patrice Neveu
| N. | Pos. | Giocatore             | Data nascita (età)         | Pres. | Reti | Squadra                 |
| -- | ---- | --------------------- | -------------------------- | ----- | ---- | ----------------------- |
| 1  | P    | Johny Placide         | 29 gennaio 1988 (28 anni)  | 28    | 0    | Stade Reims             |
| 2  | D    | Jean Sony Alcénat     | 23 gennaio 1986 (30 anni)  | 65    | 7    | Voluntari               |
| 3  | D    | Mechack Jérôme        | 21 aprile 1990 (26 anni)   | 53    | 2    | Jacksonville Armada     |
| 4  | D    | Kim Jaggy             | 14 novembre 1982 (33 anni) | 20    | 1    | Aarau                   |
| 5  | D    | Romain Genevois       | 28 ottobre 1987 (28 anni)  | 5     | 0    | Nizza                   |
| 6  | D    | Stéphane Lambese      | 10 maggio 1995 (21 anni)   | 4     | 0    | Paris Saint-Germain     |
| 7  | A    | Wilde-Donald Guerrier | 31 marzo 1989 (27 anni)    | 37    | 8    | Wisła Cracovia          |
| 8  | D    | Réginal Goreux        | 31 dicembre 1987 (28 anni) | 22    | 2    | Standard Liegi          |
| 9  | A    | Kervens Belfort       | 16 maggio 1992 (24 anni)   | 28    | 11   | 1461 Trabzon            |
| 10 | A    | Jeff Louis            | 8 agosto 1992 (23 anni)    | 27    | 2    | Caen                    |
| 11 | C    | Pascal Millien        | 3 maggio 1986 (30 anni)    | 31    | 2    | Jacksonville Armada     |
| 12 | P    | Steward Ceus          | 26 marzo 1987 (29 anni)    | 8     | 0    | Minnesota Utd           |
| 13 | C    | Kevin Lafrance        | 13 gennaio 1990 (26 anni)  | 22    | 2    | Chrobry Głogów          |
| 14 | C    | James Marcelin        | 13 giugno 1986 (29 anni)   | 30    | 3    | Carolina RailHawks      |
| 15 | C    | Sony Nordé            | 27 luglio 1989 (26 anni)   | 24    | 2    | Mohun Bagan             |
| 16 | C    | Jean Alexandre        | 24 agosto 1986 (29 anni)   | 39    | 2    | Ft. Lauderdale Strikers |
| 17 | C    | Sony Mustivar         | 12 febbraio 1990 (26 anni) | 12    | 0    | Sporting K.C.           |
| 18 | D    | Judelin Aveska        | 21 ottobre 1987 (28 anni)  | 46    | 1    | Atlético Uruguay        |
| 19 | C    | Max Hilaire           | 6 dicembre 1985 (30 anni)  | 8     | 0    | SO Cholet               |
| 20 | A    | Duckens Nazon         | 7 aprile 1994 (22 anni)    | 14    | 4    | Laval                   |
| 21 | A    | Jean-Eudes Maurice    | 21 giugno 1986 (29 anni)   | 30    | 10   | Hà Nội                  |
| 22 | D    | Alex Christian        | 5 dicembre 1993 (22 anni)  | 5     | 0    | Vila Real               |
| 23 | P    | Luis Valendi Odelus   | 1º dicembre 1994 (21 anni) | 0     | 0    | Aigle Noir              |

### Ecuador
Lista dei convocati resa nota il 18 maggio 2016.
Commissario tecnico::  Gustavo Quinteros
| N. | Pos. | Giocatore           | Data nascita (età)          | Pres. | Reti | Squadra                 |
| -- | ---- | ------------------- | --------------------------- | ----- | ---- | ----------------------- |
| 1  | P    | Máximo Banguera     | 16 dicembre 1985 (30 anni)  | 27    | 0    | Barcelona SC            |
| 2  | D    | Arturo Mina         | 8 ottobre 1990 (25 anni)    | 7     | 0    | Independiente del Valle |
| 3  | D    | Frickson Erazo      | 5 maggio 1988 (28 anni)     | 57    | 2    | Atlético Mineiro        |
| 4  | D    | Juan Carlos Paredes | 8 luglio 1987 (28 anni)     | 58    | 0    | Watford                 |
| 5  | D    | Cristian Ramírez    | 12 agosto 1994 (21 anni)    | 4     | 0    | Ferencváros             |
| 6  | C    | Christian Noboa     | 9 aprile 1985 (31 anni)     | 63    | 3    | Rostov                  |
| 7  | C    | Jefferson Montero   | 1º settembre 1989 (26 anni) | 55    | 10   | Swansea City            |
| 8  | C    | Fernando Gaibor     | 8 novembre 1991 (24 anni)   | 4     | 0    | Emelec                  |
| 9  | C    | Fidel Martínez      | 15 febbraio 1990 (26 anni)  | 23    | 7    | Pumas UNAM              |
| 10 | D    | Walter Ayoví        | 11 agosto 1979 (36 anni)    | 111   | 8    | Monterrey               |
| 11 | C    | Michael Arroyo      | 23 aprile 1987 (29 anni)    | 26    | 4    | América                 |
| 12 | P    | Esteban Dreer       | 11 novembre 1981 (34 anni)  | 1     | 0    | Emelec                  |
| 13 | A    | Enner Valencia      | 4 novembre 1989 (26 anni)   | 24    | 14   | West Ham Utd            |
| 14 | C    | Ángel Mena          | 21 gennaio 1988 (28 anni)   | 6     | 1    | Emelec                  |
| 15 | C    | Pedro Larrea        | 21 maggio 1986 (30 anni)    | 0     | 0    | El Nacional             |
| 16 | C    | Antonio Valencia    | 4 agosto 1985 (30 anni)     | 80    | 8    | Manchester Utd          |
| 17 | A    | Jaime Ayoví         | 21 febbraio 1988 (28 anni)  | 34    | 9    | Godoy Cruz              |
| 18 | C    | Carlos Gruezo       | 19 aprile 1995 (21 anni)    | 10    | 0    | FC Dallas               |
| 19 | A    | Juan Cazares        | 3 aprile 1992 (24 anni)     | 12    | 1    | Atlético Mineiro        |
| 20 | D    | Robert Arboleda     | 22 ottobre 1991 (24 anni)   | 0     | 0    | Universidad Católica    |
| 21 | D    | Gabriel Achilier    | 24 marzo 1985 (31 anni)     | 36    | 0    | Emelec                  |
| 22 | P    | Alexander Domínguez | 5 giugno 1987 (28 anni)     | 36    | 0    | LDU Quito               |
| 23 | A    | Miller Bolaños      | 1º giugno 1990 (26 anni)    | 12    | 6    | Grêmio                  |

### Perù
Lista dei convocati resa nota il 13 maggio 2016. Il 20 maggio Miguel Araujo infortunatosi in allenamento è stato sostituito da Renzo Revoredo.
Commissario tecnico:  Ricardo Gareca
| N. | Pos. | Giocatore          | Data nascita (età)          | Pres. | Reti | Squadra             |
| -- | ---- | ------------------ | --------------------------- | ----- | ---- | ------------------- |
| 1  | P    | Pedro Gallese      | 23 febbraio 1990 (26 anni)  | 20    | 0    | Juan Aurich         |
| 2  | D    | Alberto Rodríguez  | 31 marzo 1984 (32 anni)     | 54    | 0    | Sporting Cristal    |
| 3  | D    | Aldo Corzo         | 20 maggio 1989 (27 anni)    | 9     | 0    | Deportivo Municipal |
| 4  | D    | Renzo Revoredo     | 11 maggio 1986 (30 anni)    | 19    | 0    | Sporting Cristal    |
| 5  | D    | Adán Balbín        | 13 ottobre 1986 (29 anni)   | 15    | 0    | Universitario       |
| 6  | D    | Miguel Trauco      | 25 agosto 1992 (23 anni)    | 3     | 0    | Universitario       |
| 7  | A    | Beto da Silva      | 28 dicembre 1996 (19 anni)  | 2     | 1    | PSV                 |
| 8  | A    | Andy Polo          | 29 settembre 1994 (21 anni) | 2     | 1    | Universitario       |
| 9  | A    | Paolo Guerrero     | 1º gennaio 1984 (32 anni)   | 67    | 26   | Flamengo            |
| 10 | C    | Christian Cueva    | 23 novembre 1991 (24 anni)  | 22    | 2    | Toluca              |
| 11 | A    | Raúl Ruidíaz       | 25 luglio 1990 (25 anni)    | 14    | 2    | Universitario       |
| 12 | P    | Diego Penny        | 22 aprile 1984 (32 anni)    | 16    | 0    | Sporting Cristal    |
| 13 | C    | Renato Tapia       | 28 luglio 1995 (20 anni)    | 10    | 0    | Feyenoord           |
| 14 | C    | Armando Alfageme   | 3 novembre 1990 (25 anni)   | 2     | 0    | Deportivo Municipal |
| 15 | D    | Christian Ramos    | 4 novembre 1988 (27 anni)   | 45    | 1    | Juan Aurich         |
| 16 | C    | Óscar Vílchez      | 21 gennaio 1986 (30 anni)   | 3     | 0    | Alianza Lima        |
| 17 | D    | Luis Abram         | 27 febbraio 1996 (20 anni)  | 2     | 0    | Sporting Cristal    |
| 18 | C    | Cristian Benavente | 19 maggio 1994 (22 anni)    | 11    | 2    | Charleroi           |
| 19 | D    | Yoshimar Yotún     | 7 aprile 1990 (26 anni)     | 54    | 2    | Malmö FF            |
| 20 | A    | Édison Flores      | 14 maggio 1994 (22 anni)    | 6     | 1    | Universitario       |
| 21 | C    | Alejandro Hohberg  | 20 agosto 1991 (24 anni)    | 1     | 0    | U. César Vallejo    |
| 22 | D    | Jair Céspedes      | 22 maggio 1984 (32 anni)    | 9     | 0    | Sporting Cristal    |
| 23 | P    | Carlos Cáceda      | 27 settembre 1991 (24 anni) | 1     | 0    | Universitario       |

## Gruppo C

### Giamaica
Lista dei convocati resa nota il 23 maggio 2016. Il 2 giugno 2016 Simon Dawkins è stato sostituito da Joel Grant a causa di un infortunio.
Commissario tecnico:  Winfried Schäfer
| N. | Pos. | Giocatore         | Data nascita (età)          | Pres. | Reti | Squadra            |
| -- | ---- | ----------------- | --------------------------- | ----- | ---- | ------------------ |
| 1  | P    | Andre Blake       | 21 novembre 1990 (25 anni)  | 15    | 0    | Philadelphia Union |
| 2  | D    | Damano Solomon    | 13 ottobre 1994 (21 anni)   | 0     | 0    | Portmore Utd       |
| 3  | D    | Michael Hector    | 19 luglio 1992 (23 anni)    | 13    | 0    | Reading            |
| 4  | D    | Wes Morgan        | 21 gennaio 1984 (32 anni)   | 25    | 0    | Leicester City     |
| 5  | D    | Rosario Harriott  | 26 settembre 1989 (26 anni) | 1     | 0    | Harbour View       |
| 6  | A    | Dever Orgill      | 8 marzo 1990 (26 anni)      | 5     | 0    | IFK Mariehamn      |
| 7  | C    | Chevone Marsh     | 25 febbraio 1994 (22 anni)  | 0     | 0    | Cavalier           |
| 8  | A    | Clayton Donaldson | 7 febbraio 1984 (32 anni)   | 4     | 1    | Birmingham City    |
| 9  | A    | Giles Barnes      | 5 agosto 1988 (27 anni)     | 14    | 3    | Houston Dynamo     |
| 10 | C    | Jobi McAnuff      | 3 novembre 1981 (34 anni)   | 26    | 1    | Leyton Orient      |
| 11 | C    | Andrew Vanzie     | 26 novembre 1990 (25 anni)  | 3     | 0    | Humble Lions       |
| 12 | C    | Michael Binns     | 12 agosto 1988 (27 anni)    | 0     | 0    | Portmore Utd       |
| 13 | P    | Duwayne Kerr      | 16 febbraio 1987 (29 anni)  | 14    | 0    | Sarpsborg 08       |
| 14 | A    | Allan Ottey       | 18 dicembre 1992 (23 anni)  | 5     | 0    | Montego Bay Utd    |
| 15 | C    | Je-Vaughn Watson  | 23 ottobre 1983 (32 anni)   | 54    | 2    | N.E. Revolution    |
| 16 | C    | Lee Williamson    | 7 giugno 1982 (33 anni)     | 4     | 0    | Blackburn          |
| 17 | C    | Rodolph Austin    | 1º giugno 1985 (31 anni)    | 84    | 7    | Brøndby            |
| 18 | C    | Joel Grant        | 26 agosto 1987 (28 anni)    | 13    | 2    | Exeter City        |
| 19 | D    | Adrian Mariappa   | 3 ottobre 1986 (29 anni)    | 37    | 1    | Crystal Palace     |
| 20 | D    | Kemar Lawrence    | 17 settembre 1992 (23 anni) | 31    | 2    | N.Y. Red Bulls     |
| 21 | D    | Jermaine Taylor   | 14 gennaio 1985 (31 anni)   | 87    | 0    | Portland Timbers   |
| 22 | C    | Garath McCleary   | 15 maggio 1987 (29 anni)    | 19    | 3    | Reading            |
| 23 | P    | Ryan Thompson     | 7 gennaio 1985 (31 anni)    | 7     | 0    | Saint Louis FC     |

### Messico
Lista dei convocati resa nota il 17 maggio 2016. Il 4 giugno Jürgen Damm è stato sostituito a causa di un infortunio da Cándido Ramírez.
Commissario tecnico:  Juan Carlos Osorio
| N. | Pos. | Giocatore            | Data nascita (età)          | Pres. | Reti | Squadra          |
| -- | ---- | -------------------- | --------------------------- | ----- | ---- | ---------------- |
| 1  | P    | José de Jesús Corona | 26 gennaio 1981 (35 anni)   | 42    | 0    | Cruz Azul        |
| 2  | D    | Néstor Araujo        | 29 agosto 1991 (24 anni)    | 5     | 1    | Santos Laguna    |
| 3  | D    | Yasser Corona        | 28 luglio 1987 (28 anni)    | 4     | 0    | Querétaro        |
| 4  | D    | Rafael Márquez       | 13 febbraio 1979 (37 anni)  | 129   | 15   | Atlas            |
| 5  | D    | Diego Reyes          | 19 settembre 1992 (23 anni) | 32    | 0    | Real Sociedad    |
| 6  | D    | Jorge Torres Nilo    | 16 gennaio 1988 (28 anni)   | 45    | 1    | Tigres UANL      |
| 7  | D    | Miguel Layún         | 25 giugno 1988 (27 anni)    | 38    | 3    | Porto            |
| 8  | A    | Hirving Lozano       | 30 luglio 1995 (20 anni)    | 2     | 1    | Pachuca          |
| 9  | A    | Raúl Jiménez         | 5 maggio 1991 (25 anni)     | 42    | 8    | Benfica          |
| 10 | A    | Jesús Corona         | 6 gennaio 1993 (23 anni)    | 20    | 5    | Porto            |
| 11 | C    | Javier Aquino        | 11 febbraio 1990 (26 anni)  | 35    | 0    | Tigres UANL      |
| 12 | P    | Alfredo Talavera     | 18 settembre 1982 (33 anni) | 20    | 0    | Toluca           |
| 13 | P    | Guillermo Ochoa      | 13 luglio 1985 (30 anni)    | 74    | 0    | Malaga           |
| 14 | A    | Javier Hernández     | 1º giugno 1988 (28 anni)    | 80    | 43   | Bayer Leverkusen |
| 15 | D    | Héctor Moreno        | 17 gennaio 1988 (28 anni)   | 66    | 1    | PSV              |
| 16 | C    | Héctor Herrera       | 19 aprile 1990 (26 anni)    | 39    | 3    | Porto            |
| 17 | C    | Cándido Ramírez      | 5 giugno 1993 (22 anni)     | 1     | 0    | Monterrey        |
| 18 | C    | Andrés Guardado      | 28 settembre 1986 (29 anni) | 124   | 23   | PSV              |
| 19 | A    | Oribe Peralta        | 12 gennaio 1984 (32 anni)   | 46    | 21   | América          |
| 20 | C    | Jesús Dueñas         | 16 marzo 1989 (27 anni)     | 6     | 1    | Tigres UANL      |
| 21 | C    | Carlos Peña          | 25 marzo 1990 (26 anni)     | 16    | 1    | Guadalajara      |
| 22 | D    | Paul Aguilar         | 6 marzo 1986 (30 anni)      | 50    | 5    | América          |
| 23 | D    | Jesús Molina         | 29 marzo 1988 (28 anni)     | 11    | 0    | Santos Laguna    |

### Uruguay
Lista dei convocati resa nota il 30 maggio 2016.
Commissario tecnico:  Óscar Tabárez
| N. | Pos. | Giocatore           | Data nascita (età)         | Pres. | Reti | Squadra              |
| -- | ---- | ------------------- | -------------------------- | ----- | ---- | -------------------- |
| 1  | P    | Fernando Muslera    | 16 giugno 1986 (29 anni)   | 79    | -85  | Galatasaray          |
| 2  | D    | José Giménez        | 20 gennaio 1995 (21 anni)  | 25    | 3    | Atlético Madrid      |
| 3  | D    | Diego Godín         | 16 febbraio 1986 (30 anni) | 98    | 7    | Atlético Madrid      |
| 4  | D    | Jorge Fucile        | 19 novembre 1984 (31 anni) | 47    | 0    | Nacional             |
| 5  | C    | Carlos Sánchez      | 2 dicembre 1984 (31 anni)  | 17    | 0    | Monterrey            |
| 6  | C    | Álvaro Pereira      | 28 novembre 1985 (30 anni) | 79    | 7    | Getafe               |
| 7  | C    | Diego Laxalt        | 7 febbraio 1993 (23 anni)  | 0     | 0    | Genoa                |
| 8  | A    | Abel Hernández      | 8 agosto 1990 (25 anni)    | 25    | 10   | Hull City            |
| 9  | A    | Luis Suárez         | 24 gennaio 1987 (29 anni)  | 84    | 45   | Barcellona           |
| 10 | C    | Gastón Ramírez      | 2 dicembre 1990 (25 anni)  | 35    | 0    | Middlesbrough        |
| 11 | A    | Cristhian Stuani    | 12 ottobre 1986 (29 anni)  | 28    | 5    | Middlesbrough        |
| 12 | P    | Martín Campaña      | 29 maggio 1989 (27 anni)   | 1     | 0    | Independiente        |
| 13 | D    | Mauricio Victorino  | 11 ottobre 1982 (33 anni)  | 24    | 0    | Nacional             |
| 14 | C    | Nicolás Lodeiro     | 21 marzo 1989 (27 anni)    | 45    | 3    | Boca Juniors         |
| 15 | C    | Matías Vecino       | 24 agosto 1991 (24 anni)   | 3     | 1    | Fiorentina           |
| 16 | D    | Maximiliano Pereira | 8 giugno 1984 (31 anni)    | 111   | 3    | Porto                |
| 17 | C    | Egidio Arévalo      | 1º gennaio 1982 (34 anni)  | 78    | 0    | Atlas                |
| 18 | C    | Mathías Corujo      | 8 maggio 1986 (30 anni)    | 13    | 0    | Universidad de Chile |
| 19 | D    | Gastón Silva        | 5 marzo 1994 (22 anni)     | 3     | 0    | Torino               |
| 20 | C    | Álvaro González     | 29 ottobre 1984 (31 anni)  | 63    | 3    | Atlas                |
| 21 | A    | Edinson Cavani      | 14 febbraio 1987 (29 anni) | 81    | 32   | Paris Saint-Germain  |
| 22 | A    | Diego Rolán         | 24 marzo 1993 (23 anni)    | 19    | 3    | Bordeaux             |
| 23 | P    | Martín Silva        | 25 marzo 1983 (33 anni)    | 8     | -2   | Vasco da Gama        |

### Venezuela
Lista dei convocati resa nota il 20 maggio 2016.
Commissario tecnico:  Rafael Dudamel
| N. | Pos. | Giocatore             | Data nascita (età)          | Pres. | Reti | Squadra            |
| -- | ---- | --------------------- | --------------------------- | ----- | ---- | ------------------ |
| 1  | P    | José Contreras        | 20 ottobre 1994 (21 anni)   | 3     | 0    | Deportivo Táchira  |
| 2  | D    | Wilker Ángel          | 18 marzo 1993 (23 anni)     | 6     | 1    | Deportivo Táchira  |
| 3  | D    | Mikel Villanueva      | 14 aprile 1993 (23 anni)    | 6     | 1    | Malaga             |
| 4  | D    | Oswaldo Vizcarrondo   | 31 maggio 1984 (32 anni)    | 75    | 8    | Nantes             |
| 5  | C    | Arquímedes Figuera    | 6 ottobre 1989 (26 anni)    | 13    | 1    | Dep. La Guaira     |
| 6  | D    | José Manuel Velázquez | 8 settembre 1990 (25 anni)  | 18    | 1    | Arouca             |
| 7  | A    | Yonathan Del Valle    | 28 maggio 1990 (26 anni)    | 10    | 0    | Kasımpaşa          |
| 8  | C    | Tomás Rincón          | 13 gennaio 1988 (28 anni)   | 71    | 0    | Genoa              |
| 9  | A    | Salomón Rondón        | 16 settembre 1989 (26 anni) | 50    | 16   | West Bromwich      |
| 10 | C    | Rómulo Otero          | 9 novembre 1992 (23 anni)   | 14    | 4    | Huachipato         |
| 11 | C    | Juanpi Añor           | 24 gennaio 1994 (22 anni)   | 6     | 0    | Malaga             |
| 12 | P    | Dani Hernández        | 21 ottobre 1985 (30 anni)   | 22    | 0    | Tenerife           |
| 13 | C    | Luis Seijas           | 23 giugno 1986 (29 anni)    | 63    | 2    | Santa Fe           |
| 14 | C    | Carlos Suárez         | 26 aprile 1992 (24 anni)    | 2     | 0    | Carabobo           |
| 15 | C    | Alejandro Guerra      | 9 luglio 1985 (30 anni)     | 56    | 4    | Atlético Nacional  |
| 16 | D    | Roberto Rosales       | 20 novembre 1988 (27 anni)  | 65    | 0    | Malaga             |
| 17 | A    | Josef Martínez        | 19 maggio 1993 (23 anni)    | 27    | 5    | Torino             |
| 18 | C    | Adalberto Peñaranda   | 31 maggio 1997 (19 anni)    | 3     | 0    | Granada            |
| 19 | A    | Christian Santos      | 24 marzo 1988 (28 anni)     | 6     | 1    | N.E.C.             |
| 20 | D    | Rolf Feltscher        | 6 ottobre 1990 (25 anni)    | 7     | 0    | Duisburg           |
| 21 | D    | Alexander González    | 13 settembre 1992 (23 anni) | 34    | 1    | Huesca             |
| 22 | C    | Yangel Herrera        | 7 gennaio 1998 (18 anni)    | 0     | 0    | Atlético Venezuela |
| 23 | P    | Wuilker Faríñez       | 15 febbraio 1998 (18 anni)  | 1     | 0    | Caracas            |

## Gruppo D

### Argentina
Lista dei convocati resa nota il 20 maggio 2016.
Commissario tecnico:  Gerardo Martino
| N. | Pos. | Giocatore          | Data nascita (età)         | Pres. | Reti | Squadra             |
| -- | ---- | ------------------ | -------------------------- | ----- | ---- | ------------------- |
| 1  | P    | Sergio Romero      | 22 febbraio 1987 (29 anni) | 72    | -25  | Manchester Utd      |
| 2  | D    | Jonathan Maidana   | 29 luglio 1985 (30 anni)   | 2     | 1    | River Plate         |
| 3  | D    | Facundo Roncaglia  | 10 febbraio 1987 (29 anni) | 10    | 0    | Fiorentina          |
| 4  | D    | Gabriel Mercado    | 18 marzo 1987 (29 anni)    | 4     | 2    | River Plate         |
| 5  | C    | Matías Kranevitter | 21 maggio 1993 (23 anni)   | 7     | 0    | Atlético Madrid     |
| 6  | C    | Lucas Biglia       | 30 gennaio 1986 (30 anni)  | 40    | 1    | Lazio               |
| 7  | C    | Ángel Di María     | 14 febbraio 1988 (28 anni) | 78    | 18   | Paris Saint-Germain |
| 8  | C    | Augusto Fernández  | 10 aprile 1986 (30 anni)   | 12    | 1    | Atlético Madrid     |
| 9  | A    | Gonzalo Higuaín    | 10 dicembre 1987 (28 anni) | 56    | 27   | Napoli              |
| 10 | A    | Lionel Messi       | 24 giugno 1987 (28 anni)   | 107   | 52   | Barcellona          |
| 11 | A    | Sergio Agüero      | 2 giugno 1988 (28 anni)    | 74    | 34   | Manchester City     |
| 12 | P    | Nahuel Guzmán      | 10 febbraio 1986 (30 anni) | 6     | -5   | Tigres UANL         |
| 13 | D    | Ramiro Funes Mori  | 5 marzo 1991 (25 anni)     | 6     | 0    | Everton             |
| 14 | C    | Javier Mascherano  | 8 giugno 1984 (31 anni)    | 123   | 3    | Barcellona          |
| 15 | D    | Víctor Cuesta      | 19 novembre 1988 (27 anni) | 0     | 0    | Independiente       |
| 16 | D    | Marcos Rojo        | 20 marzo 1990 (26 anni)    | 43    | 2    | Manchester Utd      |
| 17 | D    | Nicolás Otamendi   | 12 febbraio 1988 (28 anni) | 31    | 1    | Manchester City     |
| 18 | A    | Erik Lamela        | 4 marzo 1992 (24 anni)     | 19    | 4    | Tottenham           |
| 19 | C    | Éver Banega        | 29 luglio 1988 (27 anni)   | 43    | 3    | Siviglia            |
| 20 | A    | Nicolás Gaitán     | 20 giugno 1989 (26 anni)   | 12    | 2    | Benfica             |
| 21 | C    | Javier Pastore     | 20 giugno 1989 (26 anni)   | 27    | 2    | Paris Saint-Germain |
| 22 | A    | Ezequiel Lavezzi   | 3 maggio 1985 (31 anni)    | 52    | 10   | Hebei CFFC          |
| 23 | P    | Mariano Andújar    | 30 luglio 1983 (32 anni)   | 11    | -11  | Estudiantes (LP)    |

### Bolivia
Lista annunciata il 21 maggio 2016. Il 26 maggio l'infortunato Samuel Galindo è stato sostituito da Carmelo Algarañaz.
Commissario Tecnico:  Julio César Baldivieso
| N. | Pos. | Giocatore               | Data nascita (età)         | Pres. | Reti | Squadra           |
| -- | ---- | ----------------------- | -------------------------- | ----- | ---- | ----------------- |
| 1  | P    | Carlos Lampe            | 17 marzo 1987 (29 anni)    | 4     | 0    | Sport Boys        |
| 2  | D    | Erwin Saavedra          | 25 febbraio 1996 (20 anni) | 3     | 0    | Bolívar           |
| 3  | D    | Luis Alberto Gutiérrez  | 10 marzo 1985 (31 anni)    | 31    | 0    | Ironi K. Shmona   |
| 4  | D    | Diego Bejarano          | 24 agosto 1991 (24 anni)   | 11    | 1    | The Strongest     |
| 5  | D    | Nelson Cabrera          | 22 aprile 1983 (33 anni)   | 0     | 0    | Bolívar           |
| 6  | C    | Wálter Veizaga          | 22 aprile 1986 (30 anni)   | 17    | 0    | The Strongest     |
| 7  | A    | Juan Carlos Arce        | 10 aprile 1985 (31 anni)   | 49    | 8    | Bolívar           |
| 8  | C    | Martin Smedberg-Dalence | 10 maggio 1984 (32 anni)   | 8     | 1    | IFK Göteborg      |
| 9  | A    | Yasmani Duk             | 1º marzo 1988 (28 anni)    | 6     | 1    | N.Y. Cosmos       |
| 10 | C    | Jhasmani Campos         | 10 maggio 1988 (28 anni)   | 33    | 2    | Kazma             |
| 11 | A    | Gilbert Álvarez         | 7 aprile 1992 (24 anni)    | 4     | 0    | Real Potosí       |
| 12 | P    | Romel Quiñónez          | 25 giugno 1992 (23 anni)   | 13    | 0    | Bolívar           |
| 13 | C    | Alejandro Meleán        | 16 giugno 1987 (28 anni)   | 10    | 0    | Oriente Petrolero |
| 14 | C    | Raúl Castro             | 19 agosto 1989 (26 anni)   | 0     | 0    | The Strongest     |
| 15 | C    | Pedro Azogue            | 6 dicembre 1994 (21 anni)  | 9     | 0    | Oriente Petrolero |
| 16 | C    | Cristhian Machado       | 3 giugno 2016 (0 anni)     | 0     | 0    | Wilstermann       |
| 17 | D    | Marvin Bejarano         | 6 marzo 1988 (28 anni)     | 26    | 0    | Oriente Petrolero |
| 18 | A    | Rodrigo Ramallo         | 14 ottobre 1990 (25 anni)  | 8     | 2    | The Strongest     |
| 19 | C    | Carmelo Algarañaz       | 18 aprile 1992 (24 anni)   | 1     | 0    | Oriente Petrolero |
| 20 | C    | Fernando Saucedo        | 15 marzo 1990 (26 anni)    | 1     | 0    | Wilstermann       |
| 21 | D    | Ronald Eguino           | 20 febbraio 1988 (28 anni) | 15    | 0    | Bolívar           |
| 22 | D    | Edward Zenteno          | 5 dicembre 1984 (31 anni)  | 25    | 0    | Wilstermann       |
| 23 | P    | Guillermo Viscarra      | 7 febbraio 1993 (23 anni)  | 0     | 0    | Oriente Petrolero |

### Cile
Lista dei convocati resa nota il 16 maggio 2016. Il 1 Giugno, Matías Fernández a causa di un infortunio è stato sostituito da Mark González.
Commissario tecnico:  Juan Antonio Pizzi
| N. | Pos. | Giocatore          | Data nascita (età)          | Pres. | Reti | Squadra              |
| -- | ---- | ------------------ | --------------------------- | ----- | ---- | -------------------- |
| 1  | P    | Claudio Bravo      | 13 aprile 1983 (33 anni)    | 100   | -116 | Barcellona           |
| 2  | D    | Eugenio Mena       | 18 luglio 1988 (27 anni)    | 43    | 3    | San Paolo            |
| 3  | D    | Enzo Roco          | 16 agosto 1992 (23 anni)    | 4     | 1    | Espanyol             |
| 4  | D    | Mauricio Isla      | 12 giugno 1988 (27 anni)    | 72    | 3    | Olympique Marsiglia  |
| 5  | C    | Francisco Silva    | 11 febbraio 1986 (30 anni)  | 22    | 0    | Chiapas              |
| 6  | D    | José Fuenzalida    | 22 febbraio 1985 (31 anni)  | 26    | 1    | Universidad Católica |
| 7  | A    | Alexis Sánchez     | 19 dicembre 1988 (27 anni)  | 93    | 31   | Arsenal              |
| 8  | C    | Arturo Vidal       | 22 maggio 1987 (29 anni)    | 74    | 15   | Bayern Monaco        |
| 9  | A    | Mauricio Pinilla   | 4 febbraio 1984 (32 anni)   | 39    | 8    | Atalanta             |
| 10 | C    | Pablo Hernandez    | 24 settembre 1986 (29 anni) | 4     | 2    | Celta Vigo           |
| 11 | A    | Eduardo Vargas     | 20 novembre 1989 (26 anni)  | 52    | 25   | Hoffenheim           |
| 12 | P    | Cristopher Toselli | 15 giugno 1988 (27 anni)    | 6     | -2   | Universidad Católica |
| 13 | C    | Erick Pulgar       | 15 gennaio 1994 (22 anni)   | 2     | 0    | Bologna              |
| 14 | C    | Mark González      | 10 luglio 1984 (31 anni)    | 54    | 6    | Sport Recife         |
| 15 | D    | Jean Beausejour    | 1º giugno 1984 (32 anni)    | 74    | 6    | Colo-Colo            |
| 16 | A    | Nicolás Castillo   | 14 febbraio 1993 (23 anni)  | 2     | 0    | Universidad Católica |
| 17 | D    | Gary Medel         | 3 agosto 1987 (28 anni)     | 84    | 7    | Inter                |
| 18 | D    | Gonzalo Jara       | 29 agosto 1985 (30 anni)    | 86    | 3    | Universidad de Chile |
| 19 | C    | Fabián Orellana    | 27 gennaio 1986 (30 anni)   | 33    | 2    | Celta Vigo           |
| 20 | C    | Charles Aránguiz   | 17 aprile 1989 (27 anni)    | 40    | 6    | Bayer Leverkusen     |
| 21 | C    | Marcelo Díaz       | 30 dicembre 1986 (29 anni)  | 41    | 1    | Celta Vigo           |
| 22 | C    | Edson Puch         | 4 settembre 1986 (29 anni)  | 6     | 0    | Huracán              |
| 23 | P    | Johnny Herrera     | 9 maggio 1981 (35 anni)     | 13    | -9   | Universidad de Chile |

### Panama
Commissario Tecnico:  Hernán Darío Gómez
| N. | Pos. | Giocatore              | Data nascita (età)          | Pres. | Reti | Squadra              |
| -- | ---- | ---------------------- | --------------------------- | ----- | ---- | -------------------- |
| 1  | P    | Jaime Penedo           | 26 settembre 1981 (34 anni) | 114   | 0    | Saprissa             |
| 2  | D    | Miguel Camargo         | 5 settembre 1993 (22 anni)  | 10    | 0    | Mineros              |
| 3  | D    | Harold Cummings        | 1º marzo 1992 (24 anni)     | 41    | 0    | Alajuelense          |
| 4  | D    | Fidel Escobar          | 9 gennaio 1995 (21 anni)    | 4     | 0    | Sporting S.M.        |
| 5  | D    | Roderick Miller        | 4 marzo 1992 (24 anni)      | 15    | 0    | San Francisco        |
| 6  | C    | Gabriel Gómez          | 29 maggio 1984 (32 anni)    | 121   | 10   | Cartaginés           |
| 7  | A    | Blas Pérez             | 13 marzo 1981 (35 anni)     | 105   | 37   | Vancouver Whitecaps  |
| 8  | A    | Gabriel Torres         | 31 ottobre 1988 (27 anni)   | 53    | 7    | Zamora FC            |
| 9  | A    | Roberto Nurse          | 16 dicembre 1983 (32 anni)  | 15    | 3    | Mineros de Zacatecas |
| 10 | A    | Luis Tejada            | 28 marzo 1982 (34 anni)     | 91    | 42   | Juan Aurich          |
| 11 | C    | Armando Cooper         | 26 novembre 1987 (28 anni)  | 67    | 5    | Árabe Unido          |
| 12 | P    | Álex Rodríguez Ledezma | 8 maggio 1990 (26 anni)     | 3     | 0    | San Francisco        |
| 13 | D    | Adolfo Machado         | 14 febbraio 1985 (31 anni)  | 62    | 1    | Saprissa             |
| 14 | C    | Valentín Pimentel      | 30 maggio 1991 (25 anni)    | 16    | 1    | La Equidad           |
| 15 | D    | Martín Gómez           | 23 gennaio 1990 (26 anni)   | 8     | 1    | San Francisco        |
| 16 | A    | Abdiel Arroyo          | 13 dicembre 1993 (22 anni)  | 13    | 0    | RNK Spalato          |
| 17 | D    | Luis Henríquez         | 23 novembre 1981 (34 anni)  | 87    | 2    | Tauro                |
| 18 | C    | Ricardo Buitrago       | 10 marzo 1986 (30 anni)     | 18    | 3    | Juan Aurich          |
| 19 | C    | Alberto Quintero       | 18 dicembre 1987 (28 anni)  | 67    | 4    | S.J. Earthquakes     |
| 20 | C    | Aníbal Godoy           | 10 febbraio 1990 (26 anni)  | 55    | 1    | S.J. Earthquakes     |
| 21 | C    | Amílcar Henríquez      | 2 agosto 1983 (32 anni)     | 69    | 0    | América de Cali      |
| 22 | P    | José Calderón          | 14 agosto 1985 (30 anni)    | 13    | 0    | Platense             |
| 23 | D    | Felipe Baloy           | 24 febbraio 1981 (35 anni)  | 92    | 3    | Atlas                |